# Бовтрук, Вадим Игоревич
Вадим Игоревич Бовтру́к (укр. Вадим Ігорович Бовтрук; род. 18 августа 1991, Киев) — украинский футболист, полузащитник. За время выступления в составе черниговской «Десны» провёл 141 матч в чемпионате Украины, выигрывал серебряные медали Первой лиги.

## Игровая карьера
На детско-юношеском уровне играл за киевские команды ДЮСШ-15 и «Атлет». Первый сезон в профессиональной карьере отыграл во Второй лиге за «Нафком» (Бровары), в который его пригласил Олег Федорчук. С 2009 по 2011 годы выступал в составе винницкой «Нивы», в которую также был приглашён Федорчуком. В сезоне 2009/10 его команда выиграла Кубок украинской лиги и серебряные медали Второй лиги, получив право на повышение в классе.
В январе 2012 года прибыл на просмотр в полтавскую «Ворсклу», однако в феврале покинул расположение команды. В 2012 году перешёл в команду Второй лиги «Десна» (Чернигов), которую возглавил тренер Александр Рябоконь. Впервые вышел на поле в составе команды 7 апреля 2012 года в матче с «Прикарпатьем» (2:0). В сезоне 2012/13 «Десна» стала победителем Второй лиги и повысилась в классе. В следующих чемпионатах команда дважды заняла 5-е место в Первой лиге и вышла в 1/4 финала Кубка Украины. В сезоне 2016/17 «Десна» заняла 2-е место в Первой лиге, получив право на переход в Премьер-лигу, однако не была допущена к участию в высшем дивизионе ФФУ. В результате, сезон 2017/18 команда вновь начала в Первой лиге. Перед стартом чемпионата Вадим Бовтрук подписал новый контракт с «Десной» сроком на 2 года. 19 июля 2017 года было объявлено о переходе игрока на правах аренды в киевскую «Оболонь-Бровар», за которую он выступал до завершения первой части сезона. В феврале 2018 года на условиях аренды до окончания сезона стал игроком житомирского «Полесья».

## Достижения
«Нива»
- Обладатель Кубка лиги: 2009/10
- Серебряный призёр Второй лиги: 2009/10.

«Десна»
- Серебряный призёр Первой лиги: 2016/17.
- Победитель Второй лиги: 2012/13.